# The Sixth Sense
The Sixth Sense is een bovennatuurlijke Amerikaanse thriller uit 1999 geschreven en geregisseerd door M. Night Shyamalan. De film werd genomineerd voor onder meer zes Oscars, in de categorieën beste film, beste regisseur, beste scenario, beste montage, beste bijrolspeelster (Toni Collette) en beste bijrolspeler (Haley Joel Osment).
Meer dan dertig internationale filmprijzen werden The Sixth Sense daadwerkelijk toegekend, waaronder drie BAFTA Awards, twee Saturn Awards, zowel een Bram Stoker Award als een Nebula Award voor het beste scenario, twee Golden Satellite Awards, twee People's Choice Awards, een Golden Screen en een gouden Bogey Award.

## Verhaal
Psycholoog Malcolm Crowe wordt gevraagd de zorg op zich te nemen voor het stille introverte jongetje Cole Sear. Hij lijdt vermoedelijk aan psychoses want hij zegt dode mensen te zien. Coles alleenstaande moeder Lynn houdt zielsveel van hem, maar weet zich totaal geen raad meer met de constante angstaanvallen van haar zoontje en de totale sociale isolatie van zijn leeftijdsgenootjes die zijn gedrag met zich meebrengt.
Crowe probeert bevriend te raken met Cole zodat die hem wellicht op den duur in vertrouwen durft te nemen over wat hem bezighoudt. Wanneer hij voor het eerst diens angstaanvallen van dichtbij meemaakt en Cole hem zijn geheim vertelt (I see dead people) gelooft Crowe dit niet. Naarmate hij meer inzicht krijgt in de psyche van de jongen en verschillende van zijn getuigenissen erg goed blijken te rijmen met het feitelijke verleden van de plaatsen waar hij deze doet, begint hij te twijfelen.

## Rolverdeling
| Acteur            | Personage          |
| ----------------- | ------------------ |
| Bruce Willis      | Malcolm Crowe      |
| Haley Joel Osment | Cole Sear          |
| Toni Collette     | Lynn Sear          |
| Olivia Williams   | Anna Crowe         |
| Mischa Barton     | Kyra Collins       |
| Donnie Wahlberg   | Vincent Grey       |
| Trevor Morgan     | Tommy Tammisimo    |
| Bruce Norris      | Stanley Cunningham |
| Greg Wood         | Mr. Collins        |
| Angelica Torn     | Mrs. Collins       |
| Glenn Fitzgerald  | Sean               |